# Liste der alliierten Einrichtungen in den West-Sektoren Berlins
Die Liste der alliierten Einrichtungen in den Westsektoren Berlins stellt die Infrastruktur der vier Besatzungsmächte auf dem Gebiet der drei Westsektoren West-Berlins dar. Dabei handelt es sich um militärisch genutzte Liegenschaften wie Kasernen, Depots, Übungsgelände sowie zivile Anlagen wie Wohnsiedlungen oder Versorgungseinrichtungen, die während der Zeit von 1945 bis zur Beendigung des Viermächte-Status durch den Zwei-plus-Vier-Vertrag 1991 von den Alliierten genutzt wurden.

## Übersicht der drei Westsektoren
Die drei Westsektoren hatten eine Fläche von 482 Quadratkilometern. Das entsprach etwa 54 Prozent der Gesamtfläche Berlins. Hier lebten Ende der 1980er Jahre rund zwei Millionen Einwohner, im Ostteil der Stadt war die Bevölkerungsdichte mit 1,3 Millionen Einwohnern hingegen deutlich geringer. 4,5 Prozent der Fläche der drei Westsektoren wurde für militärische Einrichtungen genutzt. Die Truppenstärken schwankten sehr stark; Ende der 1980er Jahre waren es im Französischen Sektor etwa 2900, im Britischen Sektor 3200 und im US-amerikanischen 5800 Soldaten. Hinzu kam noch eine erhebliche Zahl ziviler Beschäftigter (sowohl aus Heimatländern, wie auch aus Berlin) sowie die Familienangehörigen der Soldaten. Für die amerikanische Community zum Beispiel gibt es Zahlen von etwa 7500 Familienangehörigen und 6000 Zivilbeschäftigten.
| Sektor                                            | Gesamtfläche (ha) | Milit. genutzte Fläche (ha) |
| Französischer Sektor (Forces Françaises à Berlin) | 10.500            | 0294                        |
| Britischer Sektor (Berlin Infantry Brigade)       | 16.600            | 0584                        |
| US-amerikanischer Sektor (Berlin Brigade)         | 21.100            | 1256                        |

## Gemeinsame Einrichtungen der vier Hauptalliierten
| Bezeichnung | Lage                               | Bild           |
| --- | ---------------------------------- | -------------- |
| Alliiertes Kontrollratsgebäude mit dem Berlin Air Safety Center | Schöneberg, Elßholzstraße (Lage)   | Weitere Bilder |
| Der Alliierte Kontrollrat, bestehend aus den Oberbefehlshabern der vier Siegermächte, übernahm zwischen 1945 und 1948 die Regierungsverantwortung im besetzten Deutschland. Er hatte seinen Sitz im Gebäude des ehemaligen Preußischen Kammergerichts, in dem zwischen 1944 und 1945 auch die Schauprozesse des Volksgerichtshofs gegen die Attentäter des 20. Juli unter Leitung Roland Freislers stattfanden. Im Alliierten Kontrollrat sollten die Siegermächte gemeinsam und einstimmig Gesamtdeutschland betreffende Fragen entscheiden sowie die Beschlüsse des Potsdamer Abkommens umsetzen. Bis 1948 tagte der Kontrollrat in 82 Sitzungen. Aus Protest gegen die Londoner Sechsmächtekonferenz und die sich abzeichnende Gründung eines westdeutschen Bundesstaates, verließ der Vertreter der Sowjetunion den Kontrollrat am 20. März 1948, der danach auch nicht noch einmal zusammentrat. Die Westalliierten verfolgten fortan eine eigene Deutschlandpolitik und der Kontrollrat verlor somit seine Funktion. Formal wurde der Kontrollrat jedoch erst mit dem Zwei-plus-Vier-Vertrag aufgelöst. Ebenfalls am Kleistpark war die Luftsicherheitszentrale Berlin (Berlin Air Safety Center, kurz: BASC) untergebracht. Dies war neben dem Kriegsverbrechergefängnis Spandau die einzige Institution, die auch noch nach 1948 von allen vier Alliierten unterhalten wurde. Die Aufgabe des BASC war es, die Sicherheit aller Luftfahrzeuge im Berliner Raum und den Luftkorridoren nach Berlin zu gewährleisten. Während das BASC rein logistische Aufgaben wahrnahm, war für die technische Durchführung der Luftraumüberwachung das Berlin Air Route Traffic Control Center (BARTCC) am Flughafen Tempelhof mit den dortigen Radaranlagen und Fluglotsen zuständig. In den 1990er Jahren wurde das Gebäude aufwendig saniert und rekonstruiert und ist seitdem Sitz des Oberlandesgerichtes (in Berlin: Kammergericht), des Verfassungsgerichtshofs des Landes Berlin und von Teilen der Generalstaatsanwaltschaft. |                                    | Weitere Bilder |
| Kriegsverbrechergefängnis | Wilhelmstadt, Wilhelmstraße (Lage) | Weitere Bilder |
| Am 4. Oktober 1946, wenige Tage nach der Verkündung der Urteile im Nürnberger Hauptkriegsverbrecherprozess, beschlossen die vier Alliierten, die zu Haftstrafen Verurteilten sieben Kriegsverbrecher in einem Berliner Gefängnis zu inhaftieren. Sie wurden 1947 in das Kriegsverbrechergefängnis Spandau verlegt. Das Gefängnis in Spandau, erbaut zwischen 1878 und 1898, war ursprünglich eine preußische Militärhaftanstalt für bis zu 600 Gefangene. Nach 1966 war der zu lebenslanger Haft verurteilte Rudolf Heß der noch einzig verbliebene Gefangene in Spandau. Nachdem Heß 1987 durch Selbstmord starb, wurde das Gefängnis nach Beschluss der vier Mächte abgerissen, damit der Ort nicht zu einer Pilgerstätte für Neonazis werden konnte. Danach entstand hier das Britannia Centre, ein Einkaufszentrum für die britischen Soldaten. Die Verwaltung des Kriegsverbrechergefängnisses lag in der gemeinsamen Zuständigkeit aller vier Alliierten. So wechselten auch die Wachmannschaften allmonatlich. Fragen die das Kriegsverbrechergefängnis betrafen, wurden in der Alliierten Kommandantur besprochen; da die Sowjetunion nach 1948 die Kommandantur verlassen hatte, wurde deren Vertreter jeweils schriftlich kontaktiert. |                                    | Weitere Bilder |

## Gemeinsame Einrichtungen der drei Westalliierten
| Bezeichnung | Lage                                     | Bild               |
| --- | ---------------------------------------- | ------------------ |
| Alliierte Kommandantur | Dahlem, Kaiserswerther Straße (Lage)     |                    |
| |                                          |                    |
| Allied Staff Berlin (ASB) | Westend, Hanns-Braun-Straße (Lage)       |                    |
| Im Alliierten Stab Berlin (ASB) erarbeiteten die drei Westmächte gemeinsam die militärischen Verteidigungspläne und Notfallmaßnahmen für Berlin. Der Stab wurde im Zusammenhang der Berlin-Blockade zunächst als kleine Arbeitsgruppe unter der Bezeichnung Alliierter Verbindungssausschuß etabliert und 1951 als Alliierter Stab Berlin fortgeführt. Zu Friedenszeiten bestand der Stab aus 57 Soldaten und Zivilbediensteten. Neben der Verteidigungsplanung übernahm der ASB auch die Koordinierung der trinationalen Öffentlichkeitsarbeit, richtete die jährliche Truppenparade und den Luftbrückengedenktag aus und organisierte gemeinsame Wettkämpfe und Manöver. Darüber hinaus beaufsichtigte der ASB die Vorratslager des Senats. Das ASB befand sich auf dem Gelände des britischen Hauptquartiers im Olympiapark, dem heutigen Haus des deutschen Sports. Die Unterbringung am Olympiastadion war bewusst gewählt, da es sich im Kernbereich der Verteidigung (dem Schlüsselgelände) befand, das im Falle eines Angriffs so lang wie möglich gehalten werden sollte. |                                          |                    |
| Verbindungsbüros (Liaison Offices) der Alliierten Verbindungsoffiziere beim Senat von Berlin im Rathaus Schöneberg | Schöneberg, John-F.-Kennedy-Platz (Lage) | Rathaus Schöneberg |
| Die drei Verbindungsoffiziere (Liaison Officers) waren von den Stadtkommandanten eingesetzte Diplomaten, die direkt im Rathaus Schöneberg saßen und Kontakt zum Regierenden Bürgermeister, zum Senat und zum Abgeordnetenhaus halten sollten. Sie kamen wöchentlich einmal mit dem Chef der Staatskanzlei zusammen, um sich gegenseitig über aktuelle Sicherheitsfragen zu informieren. Einige der Liaison Officers machten später Karriere im diplomatischen Dienst, wie zum Beispiel der britische Botschafter in Deutschland Christopher Mallaby oder der erste US-Botschafter in der DDR Brandon Grove. |                                          | Rathaus Schöneberg |
| Berlin Air Route Traffic Control Center (Flugverkehrsüberwachungszentrale) | Tempelhof (Lage)                         |                    |
| |                                          |                    |

## Französische Streitkräfte in Berlin
| Bezeichnung | Lage                                 | Bild           |
| --- | ------------------------------------ | -------------- |
| Quartier Napoleon, Sitz der Französischen Militärregierung sowie Truppenunterkunft | Wedding, Kurt-Schumacher-Damm (Lage) | Weitere Bilder |
| Das Quartier Napoleon war die größte Kasernenanlage in den Westsektoren. Hier konzentrierten sich fast alle Truppen der französischen Garnison. Diese starke Konzentration auf einen großen Standort war durch den Mangel an anderweitigen Kasernenanlagen im Französischen Sektor begründet. Die Anlage ist etwa 90 Hektar groß und umfasst rund 60 Gebäude. Gebaut wurde die Kaserne zwischen 1936 und 1939 für das Luftwaffen-Infanterie-Regiment „General Göring“ unter damals modernsten Gesichtspunkten. Nach dem Zweiten Weltkrieg war die Kaserne zu etwa 80 Prozent zerstört und wurde im Laufe der 1950er Jahre weitestgehend im Originalzustand wiederhergestellt. Zudem wurden einige Gebäude ergänzt, wie die St.-Louis-Kirche oder das Kino L’Aiglon. Nach dem Abzug der französischen Truppen wurde die Kaserne von der Bundeswehr übernommen und 1995 in Julius-Leber-Kaserne umbenannt. Sie steht als Gesamtanlage unter Denkmalschutz. |                                      | Weitere Bilder |

### Wohn- und Kultureinrichtungen
| Bezeichnung | Lage                                                                   | Bild                                                                                     |
| --- | ---------------------------------------------------------------------- | ---------------------------------------------------------------------------------------- |
| Residenz des Hohen Kommissars der Französischen Republik für Deutschland | Waidmannslust, Dianastraße 41–43 (Lage)                                | Residenz des Hohen Kommissars für Deutschland                                            |
| |                                                                        | Residenz des Hohen Kommissars für Deutschland                                            |
| Residenz des stellvertretenden Kommandanten der Französischen Militärregierung in Berlin | Waidmannslust, Dianastraße 44–46 / Waidmannsluster Damm 154/160 (Lage) | Residenz des stellvertretenden Kommandanten der Französischen Militärregierung in Berlin |
| |                                                                        | Residenz des stellvertretenden Kommandanten der Französischen Militärregierung in Berlin |
| Residenz des Französischen Stadtkommandanten in Berlin | Waidmannslust, Bondickstraße 1–4 (Lage)                                | Villa des Französischen Stadtkommandanten in Berlin                                      |
| |                                                                        | Villa des Französischen Stadtkommandanten in Berlin                                      |
| Centre Français de Berlin | Wedding, Müllerstraße 74 (Lage)                                        | Weitere Bilder                                                                           |
| Das Gebäude wurde 1960–1961 von der französischen Militärregierung zur Förderung der französischen Kultur im Französischen Sektor errichtet. Bis 1992 wurde es von den französischen Streitkräften in Berlin als Kulturzentrum betrieben. Nach dem Fall der Mauer und dem Abzug der Alliierten gelangte das Gebäude in den Besitz der Bundesrepublik Deutschland. Die Regierungen der Republik Frankreich und der Bundesrepublik Deutschland vereinbarten, dass das Centre Français im Sinne der deutsch-französischen Freundschaft, dem europäischen Gedanken zur Völkerverständigung weitergeführt wird. |                                                                        | Weitere Bilder                                                                           |
| Wohnsiedlung Cité Foch | Wittenau (Lage)                                                        | Weitere Bilder                                                                           |
| Die Siedlung entstand im Wesentlichen zwischen 1952 und 1976 und hatte sich mit der Zeit zum größten der französischen Wohngebiete entwickelt, in 785 Wohnungen auf 47 Hektar lebten hier bis zu 2600 Personen. Hier konzentrierten sich auch verschiedene zivile Einrichtung wie Schulen, ein Einkaufszentrum mit Kino, eine Kirche und ein Hallenbad. Benannt ist die Siedlung nach Ferdinand Foch, einem französischen Marschall im Ersten Weltkrieg. |                                                                        | Weitere Bilder                                                                           |
| Wohnsiedlung Cité Guynemer | Tegel, nördlich angrenzend an den Flughafen Tegel (Lage)               | Weitere Bilder                                                                           |
| Die Cité Guynemer liegt nördlich angrenzend an den militärischen Bereich des Flughafens Tegel. Auf rund 21 Hektar wurden hier zwischen 1953 und 1954 insgesamt 227 Wohnungen für das Personal der französischen Luftwaffe errichtet, davon 66 Offizierswohnungen mit gehobenem Standard. Der westliche Teil trägt überwiegend den Charakter einer Waldsiedlung mit ein- und zweigeschossigen Doppelhäusern und Reihenhausgruppen und großzügigen Vorgärten, während östlich der Avenue Jean Mermoz sowie in der Peripherie hingegen offene mehrgeschossige Zeilenbebauung dominiert. Benannt ist die Siedlung nach Georges Guynemer, einem französischen Jagdflieger während des Ersten Weltkriegs. Die Straßen in der Cité Guynemer sind ebenfalls nach französischen Fliegerhelden benannt. An die Zeit der französischen Garnison erinnert heute noch der Club Bouliste de Berlin, der nach eigenen Angaben größte Boule-Club in Deutschland. |                                                                        | Weitere Bilder                                                                           |
| Wohnsiedlung Cité Joffre | Wedding, südlich angrenzend an das Quartier Napoleon (Lage)            | Gustave-Courbet-Straße                                                                   |
| Die Cité Joffre wurde zwischen 1953 und 1962 erbaut. Sie erstreckt sich auf rund 11 Hektar südlich angrenzend an das Quartier Napoleon. Die Bebauung besteht hauptsächlich aus zwei- bis dreigeschossigen Mehrfamilienhäusern mit insgesamt etwa 300 Wohneinheiten. Eine Besonderheit der Cité Joffre ist, dass hier die französischen Straßennamen um das Jahr 2000 weitestgehend an die Regeln des Berliner Straßengesetzes angepasst worden sind. Zum Beispiel von ‚Allée Camille Saint-Saëns‘ nach ‚Charles-Corcelle-Ring‘. |                                                                        | Gustave-Courbet-Straße                                                                   |
| Wohnsiedlung Cité Pasteur | Tegel, südlich angrenzend an den Flughafen Tegel (Lage)                | Weitere Bilder                                                                           |
| Zwischen dem Flughafen Tegel und dem Quartier Napoleon wurde zwischen 1952 und 1958 die Cité Pasteur auf rund 14 Hektar errichtet. 1990 verfügte die Siedlung über 291 Wohnungen in dreigeschossigen Mehrfamilienhäusern, die sich um eine Grünfläche herum gruppieren. Daneben befanden sich bis Ende der 1960er Jahre auch die meisten der französischen Schulen und Kindergärten in der Cité Pasteur, bis sie nach und nach in die Cité Foch verlagert wurden. Auch das traditionsreiche Collège Français (das Französische Gymnasium), dessen Geschichte bis in das Jahr 1689 zurück reicht, befand sich von 1953 bis 1974 hier. Nachdem das Gymnasium 1974 nach Tiergarten verlegt worden ist, steht das Schulgebäude leer. Einige Gebäude wurden noch weiterhin für Sporteinrichtungen genutzt. Im Jahr 2009 sorgte ein Positionspapier des Bezirksamtes Reinickendorf zur Nachnutzung des Flughafens für einige Spekulationen über einen möglichen Abriss der Cité Pasteur, da es die Aufgabe der Wohnnutzung für unumgänglich erachtete. Zwei Jahre später nahm die Senatsverwaltung für Stadtentwicklung die Planung für das Flughafenareal – in Anbetracht seiner besonderen stadtpolitischen Bedeutung – in eigene Hand. Der 2013 vom Senat aufgestellte „Masterplan TXL“ sieht für das Wohngebiet der Cité Pasteur ausdrücklich eine Bestandssicherung vor. |                                                                        | Weitere Bilder                                                                           |
| Club Nautique Français de Tegel | Tegel, Schwarzer Weg 31 (Lage)                                         | Club Nautique Berlin-Tegel                                                               |
| Der 1945 gegründete Yacht-Club wurde nach Abzug der Alliierten in privater Regie weitergeführt und besteht bis heute. |                                                                        | Club Nautique Berlin-Tegel                                                               |
| Centre Bagatelle | Frohnau, Zeltinger Straße 6 (Lage)                                     |                                                                                          |
| Das Centre Bagatelle besteht heute noch als kulturelles Zentrum in Frohnau. Die Villa wurde 1925 nach Entwürfen der Architekten Poser und Bamm für Herbert Worch (Generaldirektor der Versicherungsgesellschaft Deutscher Herold) erbaut. In der Zeit des Nationalsozialismus wurde hier der Sitz der NSDAP-Ortsgruppe Frohnau eingerichtet. Im Mai 1945 wurde das Gebäude zunächst vom sowjetischen Ortskommandanten genutzt und am 9. Juli 1945 übernahmen die britischen Alliierten das Gebäude. Das Haus kam schließlich am 12. August 1945 in den Besitz der Franzosen, da Frohnau zum Französischen Sektor gehörte. Sie richteten ein Offizierskasino und gaben der Villa den Namen Centre Bagatelle. Ab 1950 stand das Haus auch Deutschen offen und hier fanden kulturelle Veranstaltungen, französische Sprach- und Literaturkurse statt. Im Jahr 1993 wurden das Grundstück und das Haus vom Bezirksamt Reinickendorf übernommen. |                                                                        |                                                                                          |

### Übungsplätze
| Bezeichnung | Lage                              | Bild           |
| --- | --------------------------------- | -------------- |
| Standortübungsplatz | Heiligensee, Elchdamm (Lage)      | Weitere Bilder |
| Das rund 40 Hektar große Areal der Baumberge wurde zur Gefechtsausbildung und als Panzerübungsgelände genutzt. Durch die militärische Nutzung wurde die Fläche von Bewuchs freigehalten und hat somit den Charakter einer offenen Dünenlandschaft mit über 30 Meter hohen Sandhöhen bewahrt. Neben den Püttbergen im Bezirk Treptow-Köpenick sind die Baumberge die letzte verbliebene Binnendünenlandschaft des Landes Berlin und wurden 2011 unter Naturschutz gestellt. |                                   | Weitere Bilder |
| Standortübungsplatz und Schießstand | Tegel, Bernauer Straße 171 (Lage) | Luftbild       |
| Auf der rund 16 Hektar großen Schießanlage befinden sich in drei Gebäuden acht Schießhallen mit Distanzen von 25 bis 400 Meter. Außerdem gab es noch eine Hindernisbahn. Die Franzosen nutzten die 400-Meter-Halle, während die kleineren Hallen (bis heute) von der Berliner Polizei genutzt werden. Die Anlage ging nach dem Abzug der Franzosen in den Besitz der Bundeswehr über.                                                                                      |                                   | Luftbild       |

### Sonstiges
| Bezeichnung | Lage                                      | Bild                                                       |
| --- | ----------------------------------------- | ---------------------------------------------------------- |
| Militärischer Teil des Flughafens Tegel | Tegel (Lage)                              | Einfahrt in den militärischen Bereich des Flughafens tegel |
| |                                           | Einfahrt in den militärischen Bereich des Flughafens tegel |
| Gare Française Berlin-Tegel | Tegel, Bahnhof Berlin-Tegel (Lage)        | Französischer Militärbahnhof                               |
| Der Zug fuhr von hier regelmäßig einmal wöchentlich nach Straßburg und konnte von französischen Militärangehörigen und deren Angehörigen sowie von Mitarbeitern französischer Einrichtungen, z. B. dem Französischen Gymnasium, unentgeltlich benutzt werden. Jeden Donnerstag brachte er auch Nachschub für den französischen Supermarkt in Waidmannslust. |                                           | Französischer Militärbahnhof                               |
| Munitionsdepot | Wedding, Am Festplatz (Lage)              |                                                            |
| Von 1889 bis 1945 wurde das Areal von der Chemisch-Technischen Reichsanstalt (CTR) für Versuchszwecke verwendet. Danach beschlagnahmten die Franzosen das Gelände und rissen bis 1959 die Gebäude der CTR ab, um dort Sand und Kies abzubauen. Das französische Munitionsdepot, das sich anfangs auf dem Gelände des Flughafens Tegel befand, wurde etwa 1965–1970 auf die Ostseite des Kurt-Schumacher-Damms zwischen der Cité Joffre und dem Berlin-Spandauer-Schifffahrtskanal verlegt, wo es bis 1994 bestand. Auf dem 20 Hektar großen, umwallten Munitionsplatz befanden sich 43 oberirdische Bunker, zwei Wachtürme und mehrere Nebengebäude. 1999 wurden die Bunker und Sicherungsanlagen abgerissen und der Platz in einen Veranstaltungsplatz umgewandelt. Auf dem „Zentralen Festplatz“ finden seitdem zahlreiche Veranstaltungen statt, wie zum Beispiel das Deutsch-Französische Volksfest oder das Berliner Oktoberfest. |                                           |                                                            |
| Französisches Generalkonsulat und Kulturzentrum Maison de France | Charlottenburg, Kurfürstendamm 211 (Lage) |                                                            |
| Das 1950 erbaute Maison de France befand sich außerhalb des französischen Sektors im Ortsteil Charlottenburg. Im Erdgeschoss befanden sich das Cinéma Paris, eine Buchhandlung, Büros der Air France sowie in der dritten Etage das Französische Konsulat. Im Maison de France wurden verschiedene kulturelle Veranstaltungen wie Konferenzen, Lesungen, Konzerte u. a. organisiert. Auch nach dem Abzug der Alliierten wird das Kulturzentrum vom Institut Français Berlin als deutsch-französische Begegnungsstätte unterhalten. Am 25. August 1983 verübte der deutsche Terrorist und Carlos-Komplize Johannes Weinrich einen Sprengstoffanschlag auf das Maison de France, bei dem die beiden oberen Etagen vollständig zerstört wurden. Dabei starb ein Mensch, 23 wurden verletzt. Der Anschlag war Teil einer Serie von Anschlägen, mit der die Carlos-Vertraute Magdalena Kopp freigepresst werden sollte. Im April 2013 kündigte der französische Botschafter die Schließung des Institut Français an, was in Berlin zu heftigen Protesten führte. Im August desselben Jahres teilte die französische Regierung mit, die Entscheidung nochmals prüfen zu wollen. |                                           |                                                            |

## Britische Streitkräfte in Berlin
| Bezeichnung | Lage                                        | Bild                               |
| --- | ------------------------------------------- | ---------------------------------- |
| Britisches Hauptquartier, Britische Militärregierung, Stab der Berlin Brigade | Westend, Hanns-Braun-Straße (Lage)          |                                    |
| |                                             |                                    |
| Britisches Hauptquartier | Wilmersdorf, Fehrbelliner Platz 4 (Lage)    | Rathaus Wilmersdorf                |
| Von 1945 bis 1953 war das ehemalige Gebäude der Deutschen Arbeitsfront als ‚Lancaster House‘ Britisches Hauptquartier. Seit 1994 erinnern daran zwei Gedenktafeln in der Eingangshalle. Von 1954 bis 2014 war es das Rathaus Wilmersdorf. |                                             | Rathaus Wilmersdorf                |
| Britisches Hauptquartier | Wilmersdorf, Fehrbelliner Platz 1 (Lage)    | Karstadt Verwaltungsbau            |
| Von 1945 bis 1951 war das ehemalige Gebäude der Karstadt AG als ‚Cumberland House‘ Britisches Hauptquartier. 12. Februar 1951 wurde das Cumberland House dem Senat übergeben                                                              |                                             | Karstadt Verwaltungsbau            |
| Britisches Hauptquartier | Wilmersdorf, Westfälische Straße 1–5 (Lage) | Gebäude der Deutschen Arbeitsfront |
| Von 1945 bis 1949 war das ehemalige Gebäude der Deutschen Arbeitsfront als ‚York House‘ Britisches Hauptquartier. Am 9. Februar 1949 wurde das York House dem Berliner Kammergericht übergeben.                                           |                                             | Gebäude der Deutschen Arbeitsfront |

### Kasernen
| Bezeichnung | Lage                                             | Bild           |
| --- | ------------------------------------------------ | -------------- |
| Alexander Barracks | Hakenfelde, Streitstraße (Lage)                  |                |
| Die vormals sogenannte Schülerbergkaserne entstand in den 1870er und 1880er Jahren mit Erweiterungen in den 1930er Jahren. Die Briten benannten die Kaserne Alexander Barracks nach Harold Alexander, 1. Earl Alexander of Tunis. Das Areal ist 29 Hektar groß. Einige Gebäude werden heute als Lager genutzt, das Hauptgebäude (im Burgenstil erbaut) ist jedoch ungenutzt (Stand 2015). Die gesamte Kasernenanlage steht unter Denkmalschutz. |                                                  |                |
| Wavell Barracks und Brooke Barracks | Wilhelmstadt, Schmidt-Knobelsdorf-Straße (Lage)  |                |
| Die Wavell- und Brooke Barracks liegen direkt beieinander an der Wilhelmstraße in Nachbarschaft zur Smut Barracks und dem ehemaligen Kriegsverbrechergefängnis. Beide Kasernen nehmen eine Fläche von etwa 21 Hektar ein. Die Wavell Barracks entstand während des Ersten Weltkriegs unter dem Namen Seeckt-Kaserne. Die kleinere Brooke Barracks, ursprünglich Schmidt-Knobelsdorf-Kaserne, wurde um 1935/1936 ergänzt. Die Briten benannten die Kasernen nach Archibald Wavell und Alan Brooke, zwei Feldmarschalle während des Zweiten Weltkriegs. Die Kasernen stehen unter Denkmalschutz. Aktuell Gewerbenutzung und Kaserne der Polizei, zurzeit Flüchtlingsunterbringung. |                                                  |                |
| Smuts Barracks | Wilhelmstadt, Wilhelmstraße (Lage)               |                |
| 1885–1886 als Train-Kaserne errichtet und 1948 von den britischen Streitkräften übernommen. Zahlreiche Kasernenbauten wurden abgerissen und durch Neubauten ersetzt. Heute Standort für die Deutsche Rohstoffagentur (DERA) der Bundesanstalt für Geowissenschaften und Rohstoffe, einiger Gewerbebetriebe und der privaten Wilhelmstadt Schulen. |                                                  |                |
| Montgomery Barracks mit Schießanlage und integrierter Wohnsiedlung | Kladow, Sakrower Landstraße (Hottengrund) (Lage) |                |
| Heute Blücher-Kaserne der Bundeswehr. |                                                  |                |
| Haig Barracks | Hakenfelde, Goltzstraße (Lage)                   | Weitere Bilder |
| Der 4,5 Hektar umfassende Gebäudekomplex, bestehend aus einem Verwaltungsgebäude zur Goltzstraße, zwei großen Lagerhallen (mit Gleisanschluss) und einem Seitentrakt an der Mertensstraße, wurde 1938 für die Reichswollverwertung GmbH erbaut und diente als zentrale Annahmestelle für alle im Reich anfallende Angorawolle. Auf die ehemalige Nutzung weisen heute noch zwei an der Gebäudefront angebrachte Schafskopfplastiken sowie ein Emblem über der Eingangstür mit dem Kürzel RWV hin. Die Briten nutzten die Hallen als Versorgungsdepot und das Verwaltungsgebäude als Casino. Nach dem Abzug der Alliierten war im Zuge der Planungen zur Wasserstadt Oberhavel vorgesehen, in dem Verwaltungsgebäude eine Schule unterzubringen. Dazu kam es allerdings nicht mehr. Die Gebäude waren stark verwahrlost und die Hallen durch Brandstiftung fast vollständig zerstört. Die Hallen wurden im Rahmen des Bauprojekts Pepitahöfe (2013) abgerissen. Das Verwaltungsgebäude steht heute (2023) noch und ist erkennbar an den beiden Schafsköpfen an der Fassade. |                                                  | Weitere Bilder |
| Flugplatz Gatow mit integriertem britischen Wohngebiet | Kladow, Kladower Damm (Lage)                     |                |
| Der Flugplatz wurde 1933 von der Wehrmacht mit der Luftkriegsakademie errichtet und später um Wohnanlagen und einen Golfplatz erweitert. Heute sind große Teile der von den Briten erbauten Wohnbebauung und Kasernengebäude am Kladower Damm privat bewohnt. Der südliche Teil des Flugfeldes wurde abgerissen und die Landstadt Gatow mit Wohnbebauung, Schulen und Supermärkten errichtet. Der Golfplatz steht heute jedem offen. Der nördliche Teil des Flugfeldes beherbergt das Militärhistorische Museum Flugplatz Berlin-Gatow. Die Gebäude der Luftkriegsakademie mit zurückliegenden Kasernen bilden heute die General-Steinhoff-Kaserne der Bundeswehr. |                                                  |                |

### Wohn- und Kultureinrichtungen
| Bezeichnung | Lage                                | Bild                       |
| --- | ----------------------------------- | -------------------------- |
| NAAFI-Einkaufszentrum Summit House | Westend, Theodor-Heuss-Platz (Lage) |                            |
| Als Amerikahaus 1929–1930 gebaut, unter anderem ab 1936 Sitz des ersten Fernsehsenders. Ab 1946 Nutzung als Clubhaus mit Kino und Kegelbahn durch die britischen Streitkräfte. Rückgabe 1991 nach Fertigstellung des Britania-Centers in Spandau. Aktuell Gewerbeobjekt (bis 2016 Innova) und Theaterbühne Die Wühlmäuse. |                                     |                            |
| Britannia Centre Spandau, Einkaufszentrum und Kinokomplex | Wilhelmstadt, Wilhelmstraße (Lage)  |                            |
| Entstand auf dem Gelände des Kriegsverbrechergefängnisses. Heute Gewerbenutzung. Die markanten Neubauten wurden zu großen Teilen abgerissen und zu einem großen Supermarktgebäude umgestaltet. |                                     |                            |
| British Officer’s Club, Britischer Offiziersclub | Westend, Thüringer Allee (Lage)     | Westend International Club |
| Das Clubhaus und Gelände des Berliner Schlittschuhclubs wurde 1945 beschlagnahmt um hier den ‚British Officers’ Club‘ einzurichten. Nach dem Abzug der britischen Schutzmacht im Jahr 1994 gründeten 35 Berliner Bürger den International Club Berlin e. V. mit dem Ziel, die Tradition des British Officers’ Club an diesem Ort fortzusetzen. Gründungsvorsitzender war der letzte Britische Stadtkommandant Patrick Brooking. Der International Club Berlin ist ein exklusiver Club für Politiker, Diplomaten und Geschäftsleute. Er steht in der Tradition britischer Country Clubs, Schirmherr ist Charles III., Ehrenmitglieder sind unter anderem der britische Botschafter und die ehemaligen Bundespräsidenten Walter Scheel, Richard von Weizsäcker und Roman Herzog. |                                     | Westend International Club |
| Wohnsitz des britischen Stadtkommandanten (Villa Lemm) | Gatow, Rothenbücherweg 2 (Lage)     | Garten der Villa Lemm      |
| 1907–1908 ließ sich der Schuhputzmittelfabrikant Otto Lemm die Villa errichten. Von 1945 bis 1990 Wohnsitz des britischen Stadtkommandanten. Seit 1995 im Privatbesitz. |                                     | Garten der Villa Lemm      |

### Übungsplätze
| Bezeichnung | Lage                                        | Bild |
| --- | ------------------------------------------- | ---- |
| Schießplatz Gatow | Kladow, Potsdamer Chaussee (Lage)           |      |
| Geplant ab 1977, Schießbetrieb ab 1985 nach dem Abzug der britischen Truppen 1994 wurde er eingestellt. Bauelemente wurden später zum Bau von Freizeiteinrichtungen benutzt, Planungen für 2020 sehen vor, das Gelände im Rahmen des Projektes Landschaftspark Gatow einzubeziehen. |                                             |      |
| Ortskampfanlage, Schießanlage und Standortübungsplatz Ruhleben (Fighting City) | Westend, Elsgrabenweg (Schanzenwald) (Lage) |      |
| Anlage zum Häuserkampf wird weiter durch Polizei genutzt, große Teile des Schießplatzes renaturiert und heute Naturschutzgebiet Murellenberge, Murellenschlucht und Schanzenwald |                                             |      |

### Sonstiges
| Bezeichnung | Lage                                | Bild |
| --- | ----------------------------------- | ---- |
| Britischer und Commonwealth Militärfriedhof | Westend, Heerstraße (Lage)          |      |
| |                                     |      |
| Britisches Militärkrankenhaus (BMH) | Westend, Dickensweg (Lage)          |      |
| Grundsteinlegung 1962, Fertigstellung 1967. Ab 1994 übernahm das Paulinenkrankenhaus die Verwaltung, kaufte es später und baute es ab 1998 um und zog schließlich 2001 vom alten Standort Eschenallee auf diesen neuen. Heute Klinik für Innere Medizin mit 148 Betten. |                                     |      |
| Field Station Berlin Elektronische Aufklärungsstelle und Übungsgelände | Grunewald, Teufelsberg (Lage)       |      |
| |                                     |      |
| Britisches Generalkonsulat | Charlottenburg, Uhlandstraße (Lage) |      |
| |                                     |      |
| Versorgungsdepot (Royal Engineer Park) | Hakenfelde, Streitstraße (Lage)     |      |
| |                                     |      |

## US-amerikanische Streitkräfte in Berlin
| Bezeichnung                                             | Lage                     | Bild |
| ------------------------------------------------------- | ------------------------ | ---- |
| US-Militärregierung, Generalkonsulat, Clay Headquarters | Dahlem, Clayallee (Lage) |      |
|                                                         |                          |      |

### Kasernen
| Bezeichnung | Lage                                              | Bild |
| --- | ------------------------------------------------- | ---- |
| Turner Barracks – nach Charles William Turner (1921–1950), der für seinen Einsatz im Koreakrieg postum die Medal of Honor erhielt                           | Dahlem, Hüttenweg (Lage)                          |      |
| Neubauten 1951 fertiggestellt, Ende der 1990er Jahre abgerissen, heute Wohnanlage „Am Petersberg“                                                           |                                                   |      |
| Andrews Barracks – nach Lieutenant General Frank Maxwell Andrews (1884–1943), der auf einem Inspektionsflug beim Absturz seiner B-24 ums Leben kam          | Lichterfelde, Finckensteinallee (Lage)            |      |
| Bis 1920 Kadettenanstalt, dann Staatliche Bildungs-Anstalt Hans-Richert-Schule, 1933–1945 Kaserne der SS-Leibstandarte Adolf Hitler, seit 1994 Bundesarchiv |                                                   |      |
| McNair Barracks – nach Lesley J. McNair (1883–1944) | Lichterfelde, Goerzallee/Platz des 4. Juli (Lage) |      |
| 1938–1945 Telefunken-Stammwerk, aktuell Loftwohnungen |                                                   |      |
| Roosevelt Barracks – nach Theodore Roosevelt jr. (1887–1944)                                                                                                | Lichterfelde, Gardeschützenweg (Lage)             |      |
| Bis 1920 Kaserne des Garde-Schützen-Bataillons, dann Berliner Polizei, in der NS-Zeit Heeresfeuerwerkerschule, aktuell (Stand: 2017) Nutzung durch den BND  |                                                   |      |

### Wohn- und Kultureinrichtungen
| Bezeichnung                                                | Lage                                                       | Bild                               |
| ---------------------------------------------------------- | ---------------------------------------------------------- | ---------------------------------- |
| Wohngebiet mit Einkaufszentrum Truman Plaza                | Dahlem, Clayallee, Hüttenweg (Lage)                        | ehemalige Thomas A. Roberts School |
|                                                            |                                                            | ehemalige Thomas A. Roberts School |
| Wohnsiedlung Dreipfuhl                                     | Dahlem, Leichhardtstraße (Lage)                            |                                    |
|                                                            |                                                            |                                    |
| Wohnsiedlung Düppel                                        | Nikolassee, Lissabonallee und Lloyd-G.-Wells-Straße (Lage) |                                    |
|                                                            |                                                            |                                    |
| Wohnsiedlung Sundgauer Straße                              | Zehlendorf, Sundgauer Straße (Lage)                        |                                    |
|                                                            |                                                            |                                    |
| Harnack House, Offiziersclub                               | Dahlem, Ihnestraße (Lage)                                  |                                    |
|                                                            |                                                            |                                    |
| Residenz des amerikanischen Stadtkommandanten (Haus Stauß) | Dahlem, Pacelliallee 14 (Lage)                             | Villa Stauß                        |
|                                                            |                                                            | Villa Stauß                        |
| Offizierssiedlung                                          | Schmargendorf, Goldfinkweg, Luchsweg (Lage)                | Offizierswohnhaus am Luchsweg      |
|                                                            |                                                            | Offizierswohnhaus am Luchsweg      |

### Depots
| Bezeichnung                                           | Lage                                        | Bild |
| ----------------------------------------------------- | ------------------------------------------- | ---- |
| Munitionsdepot Jagen 92                               | Grunewald, Hüttenweg (Lage)                 |      |
|                                                       |                                             |      |
| Von-Steuben-Depot und Verwaltung für Zivilbedienstete | Zehlendorf, Robert-W.-Kempner-Straße (Lage) |      |
|                                                       |                                             |      |
| Munitionsdepot Dachsberg                              | Dahlem, Hüttenweg (Lage)                    |      |
|                                                       |                                             |      |
| Logistikeinrichtung, Verpflegungsdepot                | Lichterfelde, Goerzallee 309 (Lage)         |      |
|                                                       |                                             |      |

### Übungsplätze
| Bezeichnung                                        | Lage                                   | Bild |
| -------------------------------------------------- | -------------------------------------- | ---- |
| Schießplatz Keerans Range                          | Grunewald, Kronprinzessinnenweg (Lage) |      |
|                                                    |                                        |      |
| Schießplatz Rose Range                             | Wannsee, Stahnsdorfer Damm (Lage)      |      |
|                                                    |                                        |      |
| Ortskampfanlage, Standortübungsplatz (Parks Range) | Lichterfelde, Osdorfer Straße (Lage)   |      |
|                                                    |                                        |      |

### Sonstiges
| Bezeichnung | Lage                                                  | Bild                       |
| --- | ----------------------------------------------------- | -------------------------- |
| Checkpoint Bravo, Kontrollstelle | Nikolassee (Lage)                                     | Weitere Bilder             |
| Checkpoint Bravo war die amerikanische Bezeichnung für den amerikanischen Teil des Kontrollpunktes Dreilinden–Drewitz. Er befand sich seit 1969 im Ortsteil Nikolassee an der Berliner Stadtgrenze zur DDR auf der Verlängerung der AVUS (heute Teil der A 115) unmittelbar südlich des Zehlendorfer Kleeblatts und damit an der Transitstrecke zwischen West-Berlin und der Bundesrepublik Deutschland. |                                                       | Weitere Bilder             |
| Checkpoint Charlie, Kontrollstelle | Kreuzberg, Friedrichstraße (Lage)                     | Weitere Bilder             |
| Der Checkpoint Charlie war einer der bekanntesten Berliner Grenzübergänge durch die Berliner Mauer zwischen 1961 und 1990. Er verband in der Friedrichstraße zwischen Zimmerstraße und Kochstraße (beim gleichnamigen U-Bahnhof) den sowjetischen mit dem US-amerikanischen Sektor und damit den Ost-Berliner Bezirk Mitte mit dem West-Berliner Bezirk Kreuzberg. Der Kontrollpunkt wurde im August 1961 infolge des Mauerbaus eingerichtet, um die Grenzübertritte des westalliierten Militärpersonals, der Sowjetischen Militärverbindungsmission (SMM) und ausländischer Diplomaten erfassen zu können. |                                                       | Weitere Bilder             |
| Flughafen Tempelhof | Tempelhof, Tempelhofer Damm (Lage)                    |                            |
| |                                                       |                            |
| Sprengplatz Jagen 65 | Nikolassee, Kronprinzessinnenweg (Lage)               | Weitere Bilder             |
| |                                                       | Weitere Bilder             |
| Berlin Document Center | Zehlendorf, Wasserkäfersteig (Lage)                   |                            |
| Das Berlin Document Center (BDC) wurde nach dem Ende des Zweiten Weltkriegs in Berlin errichtet, um zentral Unterlagen aus der Zeit des Nationalsozialismus zu sammeln, die zur Vorbereitung für die Nürnberger Prozesse gegen Kriegsverbrecher benötigt wurden. Bis 1994 stand das BDC unter US-amerikanischer Verwaltung und wurde dann vom Bundesarchiv übernommen. Das BDC befand sich am Ende des Wasserkäfersteigs, südöstlich der Krummen Lanke, in größtenteils unterirdischen Gebäuden einer ehemaligen Abhörstation des Reichsluftfahrtministeriums mit Bunkeranlage.                             |                                                       |                            |
| AFN Berlin, Rundfunk- und Fernsehstation | Dahlem, Saargemünder Straße (Lage)                    |                            |
| |                                                       |                            |
| US Army Hospital | Dahlem, Fabeckstraße (Lage)                           |                            |
| |                                                       |                            |
| Field Station Berlin Elektronische Aufklärungsstelle und Übungsgelände | Grunewald, Teufelsberg (Lage)                         |                            |
| |                                                       |                            |
| Elektronische Aufklärungsstelle (USAFSS/ESC Station Marienfelde) | Marienfelde, Diedersdorfer Weg (Lage)                 |                            |
| |                                                       |                            |
| US RTO Berlin – Lichterfelde-West | Lichterfelde, Bahnhof Berlin-Lichterfelde West (Lage) | RTO Lichterfelde West 1986 |
| Der Militärbahnhof war vom 1. Dezember 1947 bis zum Abzug der Alliierten 1993 für die gesamte Abwicklung des Schienenverkehrs der US-Army zuständig. Es gab Verbindungen über Helmstedt nach Frankfurt am Main und Bremerhaven. |                                                       | RTO Lichterfelde West 1986 |

## Sowjetische Streitkräfte in West-Berlin
| Lage                                    | Bezeichnung                  | Beschreibung | Bild |
| --------------------------------------- | ---------------------------- | ------------ | ---- |
| Dahlem, Reichensteiner Weg 34–36 (Lage) | Sowjetisches Generalkonsulat |              |      |
| Tiergarten, Straße des 17. Juni (Lage)  | Sowjetisches Ehrenmal        |              |      |